# ساندي لايلي
ساندي لايلي (بالإنجليزية: Sandy Lyle)‏ هو لاعب غولف بريطاني، ولد في 9 فبراير 1958 في شروزبري في المملكة المتحدة.

## وصلات خارجية
- ساندي لايلي على موقع رابطة لاعبي الغولف المحترفين (الإنجليزية)
- ساندي لايلي على موقع رابطة أوروبا للاعبي الغولف المحترفين (الإنجليزية)
- ساندي لايلي على موقع رابطة اليابان للاعبي الغولف المحترفين (الإنجليزية)
- ساندي لايلي على موقع التصنيف العالمي الرسمي للغولف (الإنجليزية)
- ساندي لايلي قاعة قاعة إسكتلندا للمشاهير الرياضية (الإنجليزية)
- ساندي لايلي على موقع إن إن دي بي (الإنجليزية)